# Imperador
Um imperador (do latim: imperator) é um monarca e geralmente o governante soberano de um império ou outro tipo de reino imperial. Imperatriz, o equivalente feminino, pode indicar a esposa de um imperador (imperatriz consorte), mãe (imperatriz viúva) ou uma mulher que governa por seus próprios direitos (imperatriz reinante). Os imperadores são geralmente reconhecidos como tendo a mais alta honra e posição monárquica, superando os reis. Na Europa, o título de Imperador tem sido usado desde a Idade Média, considerado naquela época igual ou quase igual em dignidade ao do Papa devido à posição deste último como cabeça visível da Igreja e líder espiritual da parte católica da Europa Ocidental. O Imperador do Japão é o único monarca atualmente reinante cujo título é traduzido para como "Imperador", embora ele não detenha nenhum poder político real, nem o Japão é um império.
Tanto os imperadores quanto os reis são monarcas, mas o imperador e a imperatriz são considerados os títulos monárquicos mais elevados. Na medida em que há uma definição estrita de imperador, é que um imperador não tem relações que impliquem a superioridade de qualquer outro governante e normalmente governa mais de uma nação. Portanto, um rei pode ser obrigado a pagar tributo a outro governante, ou ser restringido em suas ações de alguma forma desigual, mas um imperador deveria, em teoria, ser completamente livre de tais restrições. No entanto, os monarcas chefiando impérios nem sempre usaram o título em todos os contextos - o soberano britânico não assumiu o título de Imperatriz do Império Britânico, mesmo durante a incorporação da Índia, embora tenha sido declarada Imperatriz da Índia.
Na Europa Ocidental, o título de imperador era usado exclusivamente pelo Sacro Imperador Romano, cuja autoridade imperial derivava do conceito de translatio imperii, ou seja, reivindicavam a sucessão à autoridade dos imperadores romanos ocidentais, vinculando-se assim às instituições e tradições romanas como parte da ideologia do estado. Embora governasse inicialmente grande parte da Europa Central e do norte da Itália, no século XIX o imperador exercia pouco poder além dos estados de língua alemã.
Embora tecnicamente um título eletivo, no final do século XVI o título imperial na prática veio a ser herdado pelos Arquiduques dos Habsburgos da Áustria e, após a Guerra dos Trinta Anos, seu controle sobre os estados (fora da Monarquia dos Habsburgos, ou seja, Áustria, Boêmia e vários territórios fora do império) tornaram-se quase inexistentes. No entanto, Napoleão Bonaparte foi coroado imperador dos franceses em 1804 e logo foi seguido por Francisco II, Sacro Imperador Romano, que se declarou imperador da Áustria no mesmo ano. A posição do Sacro Imperador Romano, no entanto, continuou até que Francisco II abdicou dessa posição em 1806. Na Europa Oriental, os monarcas da Rússia também usaram a translatio imperii para exercer a autoridade imperial como sucessores do Império Romano Oriental. Seu status foi oficialmente reconhecido pelo Sacro Imperador Romano em 1514, embora não fosse oficialmente usado pelos monarcas russos até 1547. No entanto, os imperadores russos são mais conhecidos por seu título de czar na língua russa, mesmo depois que Pedro, o Grande, adotou o título de Imperador de toda a Rússia em 1721.
A tradição do Leste Asiático é diferente da tradição romana, tendo surgido separadamente. O que os une é o uso dos logógrafos chineses 皇 (huáng) e 帝 (dì) que, juntos ou individualmente, são imperiais. Por causa da influência cultural da China, os vizinhos da China adotaram esses títulos ou tiveram seus títulos nativos conformados em hanzi. Qualquer um que falasse com o imperador deveria dirigir-se ao imperador correspondendo a "Majestade Imperial"; shèngshàng (聖 上, lit. Santíssima Alteza); ou wànsuì (萬歲, lit. "Você, de Dez Mil Anos").
Genghis Khan foi o fundador e primeiro Grande Khan ou Imperador do maior império terrestre da história, o Império Mongol. Seu reinado como imperador durou de 1206 a 1227 e ele é frequentemente considerado o maior conquistador de todos os tempos.
Em 1897, Gojong, o Rei de Joseon, proclamou a fundação do Império Coreano (1897–1910), tornando-se o Imperador da Coreia. Ele declarou o nome da era de "Gwangmu" (광무 ;光武), que significa "Brilhante e Marcial". O Império Coreano durou até 1910, quando foi anexado pelo Império do Japão.
Os historiadores usaram liberalmente imperador e império de forma anacrônica e fora de seu contexto romano e europeu para descrever qualquer grande estado do passado ou do presente. Títulos pré-romanos como Grande Rei ou Rei dos Reis, usados pelos Reis da Pérsia e outros, são frequentemente considerados equivalentes. Às vezes, essa referência se estende a estados governados não monarquicamente e suas esferas de influência, como o Império Ateniense do final do século V a.C., o Império Angevino dos Plantagenetas e os "impérios" soviético e norte-americano na era da Guerra Fria. No entanto, esses "impérios" não precisavam ser chefiados por um "imperador". Em meados do século XVIII, o Império passou a ser identificado com vastas propriedades territoriais em vez do título de seu governante.
Para fins de protocolo, os imperadores costumavam ter precedência sobre reis nas relações diplomáticas internacionais, mas atualmente a precedência entre chefes de estado que são soberanos - sejam eles reis, rainhas, imperadores, imperatrizes, príncipes, princesas e, em menor grau, presidentes - é determinado pelo tempo de permanência de cada um no cargo. Fora do contexto europeu, imperador era a tradução dada aos detentores de títulos que tinham a mesma precedência dos imperadores europeus em termos diplomáticos. Em reciprocidade, esses governantes podem credenciar títulos iguais em suas línguas nativas aos seus pares europeus. Ao longo dos séculos de convenções internacionais, essa se tornou a regra dominante para identificar um imperador na era moderna.